# Kazimierz Paszek
Kazimierz Paszek (ur. 8 lutego 1926 w Oporówku, zm. 25 maja 2004 w Lesznie) – polski nauczyciel i polityk, poseł na Sejm PRL IX kadencji.

## Życiorys
W 1962 ukończył studia na Uniwersytecie Łódzkim, a w 1972 został doktorem nauk ekonomicznych na Uniwersytecie Poznańskim. Pracował jako nauczyciel. W latach 1972–1990 był dyrektorem Zespołu Szkół Ekonomicznych w Lesznie. 
Działał w Związku Młodzieży Wiejskiej RP „Wici” i w Związku Młodzieży Polskiej. W 1959 wstąpił do Polskiej Zjednoczonej Partii Robotniczej, gdzie był członkiem egzekutywy Komitetu Wojewódzkiego. W 1985 uzyskał mandat posła na Sejm PRL IX kadencji z okręgu Leszno. Zasiadał w Komisji Ochrony Środowiska i Zasobów Naturalnych, Komisji Planu Gospodarczego, Budżetu i Finansów, Komisji Nadzwyczajnej do rozpatrzenia projektów ustaw związanych z realizacją drugiego etapu reformy gospodarczej, Komisji Nadzwyczajnej do kontroli wdrażania programu realizacyjnego drugiego etapu reformy gospodarczej, Komisji Nadzwyczajnej do rozpatrzenia projektów ustaw zmieniających przepisy dotyczące rad narodowych i samorządu terytorialnego oraz w Komisji Nadzwyczajnej do rozpatrzenia projektu Ordynacji Wyborczej do Sejmu oraz Ordynacji Wyborczej do Senatu.
Był prezesem Zarządu Wojewódzkiego Towarzystwa Krzewienia Kultury Świeckiej. Przez wiele lat zasiadał także w prezydium Miejskiej Rady Narodowej w Lesznie, w latach 1980–1990 będąc jej przewodniczącym.
Uhonorowany odznaką tytułu honorowego „Zasłużony Nauczyciel Polskiej Rzeczypospolitej Ludowej”.